# Sinuapa

Sinuapa é um município de Honduras, localizado no departamento de Ocotepeque.